# Sant Cebrià de Vallalta
Sant Cebrià de Vallalta (em catalão e oficialmente) ou San Cipriano de Vallalta (em castelhano) é um município da Espanha na comarca de Maresme, província de Barcelona, comunidade autónoma da Catalunha. Tem 15,79 km² de área e em 2021 tinha 3 570 habitantes (densidade: 226,1 hab./km²).

## Demografia
| Variação demográfica do município entre 1991 e 2004[carece de fontes?] | Variação demográfica do município entre 1991 e 2004[carece de fontes?] | Variação demográfica do município entre 1991 e 2004[carece de fontes?] | Variação demográfica do município entre 1991 e 2004[carece de fontes?] |
| ---------------------------------------------------------------------- | ---------------------------------------------------------------------- | ---------------------------------------------------------------------- | ---------------------------------------------------------------------- |
| 1991                                                                   | 1996                                                                   | 2001                                                                   | 2004                                                                   |
| 876                                                                    | 1322                                                                   | 1951                                                                   | 2343                                                                   |